# Uwe Berndt
Uwe Berndt (* 11. Mai 1966) ist ein ehemaliger deutscher Radrennfahrer.

## Sportliche Laufbahn
1985 wurde Uwe Berndt, der für die SG Wismut Gera startete, Dritter der griechischen Tour of Sacrifice, nachdem er bis dahin seine Siege ausschließlich bei Bahnrennen geholt hatte. Zwei Jahre später belegte er bei DDR-Bahn-Meisterschaften Platz drei in der Einerverfolgung. Einen Titel konnte er mit dem Gewinn der DDR–Winterbahnmeisterschaften 1986 im Punktefahren auf der Bahn der Werner–Seelenbinder–Halle erringen. Im Frühjahr jenes Jahres gewann er eine Etappe bei der Tour de l `Òire in Frankreich. Zweimal – 1990 und 1991 – wurde er Vize-Weltmeister im Mannschaftszeitfahren: 1990 mit der Mannschaft der DDR (Maik Landsmann, Uwe Peschel und Falk Boden), 1991 mit der deutschen Mannschaft (Bernd Dittert, Michael Rich und Uwe Peschel). 1992 wurde er Dritter der Berliner Etappenfahrt. Die Rad–Bundesliga 1993 bestritt er für die SSV Gera.